# Knud Meyer
Knud Meyer (5. marts 1901 i København – 25. oktober 1989 i Gentofte) var en dansk civilingeniør og direktør, gift med Sonja Meyer og far til Niels I. Meyer.
Han var søn af grosserer Ernst Meyer og hustru Johanne f. Tryde, blev student fra Efterslægtselskabets Skole 1918 og cand. polyt. fra Polyteknisk Læreanstalt 1923, var i Amerika 1923-24, blev ansat i familiefirmaet Beckett & Meyer 1924-26 og var i Frankrig 1926-27. 1927 blev Meyer ansat ved A/S Krystalisværket, som han blev direktør for i 1931. 
Knud Meyer var også formand for Dansk Køleforening 1942-54, direktør og medlem af bestyrelsen for A/S Københavns Hesteskofabrik til 1960, medlem af bestyrelserne for A/S Det danske Kølehus Cold Stores, A/S Cold Sores Holding Selskab, A/S Fyns Kølehus og Isværker Cold Stores, Odense og medlem af senioratet ved Danmarks Tekniske Højskole 1945-55. Han var Ridder af Dannebrog.
Meyer blev gift 1. gang 2. december 1927 med arkitekt Sonja Carstensen, som fik et par opgaver på Krystalisværket, bl.a. parrets direktørbolig. Dette ægteskab blev opløst marts 1947 og han ægtede 2. gang 5. april 1947 Lisen Forssman (19. november 1907 – 1989), datter af advokat Axel Forssman i Göteborg og hustru Dagmar f. Levisson. 